# 莊賈 (秦朝)
莊賈（?—?），秦朝末年人物，陳勝、吳廣發動大澤之變後，擔任陳勝的車夫。
秦二世元年（前209年），秦少府章邯率軍進攻陳勝的上柱國蔡賜，斬之。又進攻陳縣（今河南淮陽），陳勝親自應戰，卻接連敗退，逃至下城父（今安徽渦陽），莊賈趁亂刺殺了陳勝，投降秦兵。後呂臣起兵為陳勝報仇，殺了莊賈。